# Dendrocnide kajewskii
Dendrocnide kajewskii är en nässelväxtart som beskrevs av Chew. Dendrocnide kajewskii ingår i släktet Dendrocnide och familjen nässelväxter. Inga underarter finns listade i Catalogue of Life.